# Olibrus aeneus
Olibrus aeneus är en skalbaggsart som först beskrevs av Fabricius 1792.  Olibrus aeneus ingår i släktet Olibrus, och familjen sotsvampbaggar. Arten är reproducerande i Sverige.